# Województwo chełmińskie
Województwo chełmińskie (łac. Palatinatus Culmensis) – województwo I Rzeczypospolitej, istniejące w latach 1454–1793.

## Podział administracyjny
Województwo chełmińskie obejmowało obszar 4654 km². W pierwszych dziesięcioleciach po przejściu pod panowanie polskie zachował się dawny pokrzyżacki podział na komturstwa zwane powiatami i wójtostwa, który zanikł definitywnie na początku XVI w. Początkowo województwo zachowywało jedność administracyjno-sądową, gdyż stanowiło w całości jeden powiat sądowy. Dopiero w 1537 doszło do powołania drugiego powiatu sądowego dla wschodniej części województwa. Od tej daty dzieliło się ono na dwa zasadnicze obszary: ziemię chełmińską i michałowską, które były zarazem powiatami sądowymi. Nie obejmowały jednak one całości ziem województwa, gdyż tereny należące do biskupa chełmińskiego stanowiły osobne, egzymowane okręgi sądowe w których biskup posiadał pełną władzę dominialną. Również terytorium miasta Torunia stanowiło osobną jednostkę administracyjną, autonomiczną wobec wojewody i sejmiku.
Powierzchnia powiatów i wydzielonych okręgów administracyjnych:
- powiat chełmiński – 2065 km²
- powiat michałowski – 1314 km²
- terytorium biskupów chełmińskich – 916 km²
- niezależne terytorium miasta Torunia – 359 km²

W 1764 w związku z próbą ograniczenia liczby posłów z Prus Królewskich przeprowadzono reorganizację administracyjną Prus Królewskich, wprowadzając podział województwa na 7 powiatów (chełmiński, toruński, grudziądzki, radzyński, kowalewski, brodnicki i nowomiejski), a następnie w 1767 dodano jeszcze dwa kolejne, golubski i łasiński. Były one w praktyce jedynie okręgami sejmikowymi (z każdego powiatu miało być wysyłanych 2 posłów), a dalej zachowano dawny podział na dwa okręgi sądowe. W praktyce, z powodu konfederacji barskiej, a następnie I rozbioru decyzje te nigdy nie weszły w życie i nawet nie wytyczono granic poszczególnych powiatów.
Stolicą województwa było miasto Chełmno położone na zachodzie regionu. Starostwo grodowe kowalewskie należało do wojewody chełmińskiego.
Sejmiki wojewódzkie odbywały się w Kowalewie (do 1630 r. na przemian w Kowalewie i Radzyniu), gdzie wybierano posłów na sejm walny. Ponieważ liczba posłów wysyłanych z ziemi chełmińskiej i Prus Królewskich nie była określona, często poszczególne frakcje polityczne dążyły do zerwania obrad sejmikowych by nie dopuścić do wysłania na sejm większej grupy posłów mogących wpływać na przebieg obrad. sejmiki deputackie po 1589 odbywały się w Radzyniu, gdzie wybierano 2 deputatów do Trybunału Koronnego w Piotrkowie.

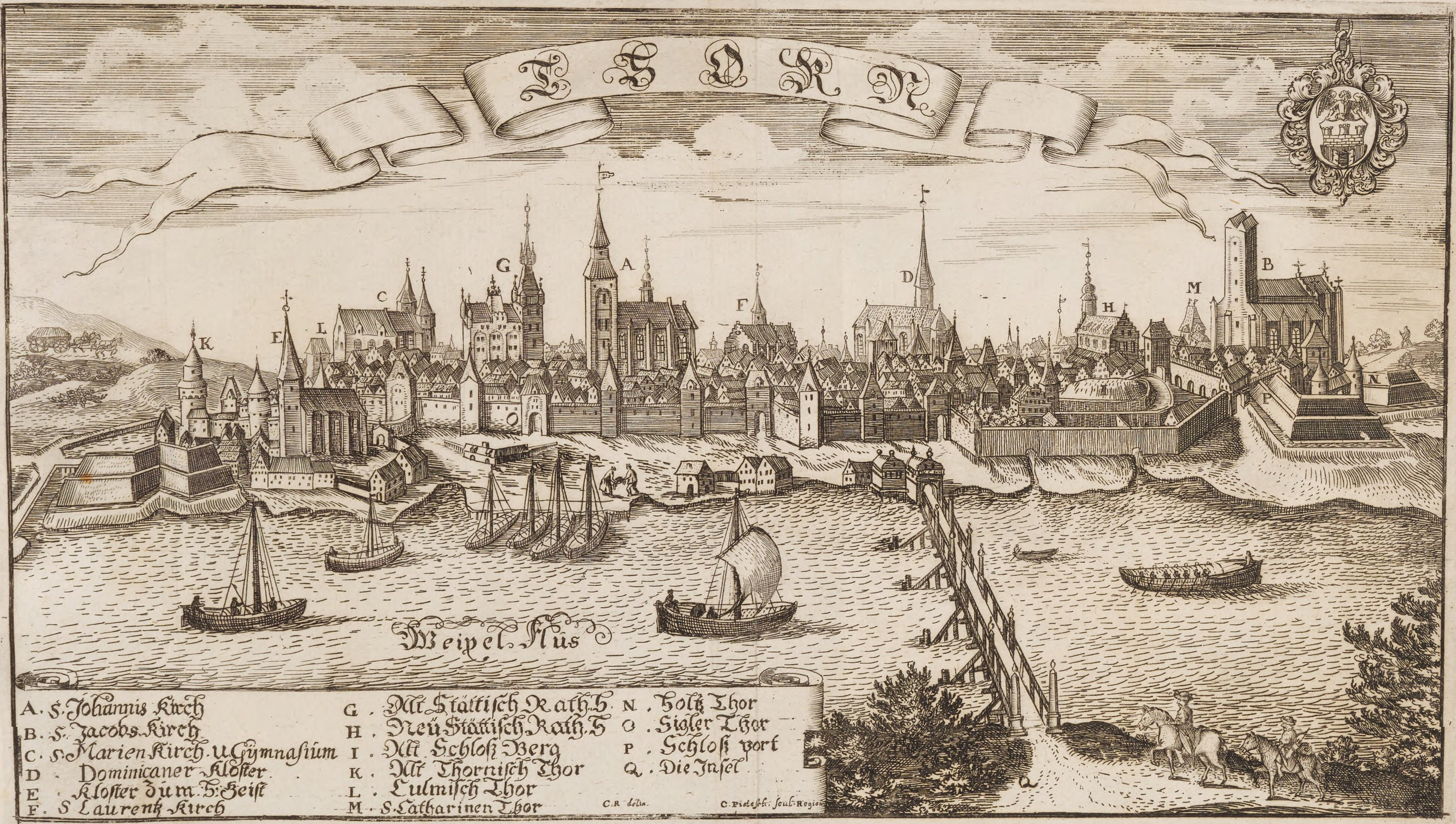
Toruń w XVII wieku

Na terenie województwa znajdowało się 9 starostw, z tego 8 niegrodowych i 1 grodowe (kowalewskie). W ziemi chełmińskiej były to starostwa golubskie, grudziądzkie, kowalewskie, lipienieckie (lipieńskie), pokrzywińskie, radzyńskie i rogozińskie, a w powiecie michałowskim bratiańskie i brodnickie (czasowo wyodrębniano z niego klucz lidzbarski jako starostwo lidzbarskie). Starostowie niegrodowi nie pełnili żadnej roli administracyjnej, byli jedynie tenutariuszami królewszczyzn. Największym miastem w województwie był Toruń (liczący w 1. poł. XVII w. 18000 mieszkańców), ale nie został on stolicą z racji swej niezależności, którą zawdzięczał królewskim przywilejom i pozycji gospodarczej. Toruń i jego terytorium miejskie (patrymonium) wyłączony był z administracji województwa.
Województwo zostało utworzone przez Kazimierza Jagiellończyka w 1454 roku w wyniku inkorporacji Prus do Królestwa Polskiego. Ostatecznie zostało ukształtowane po II pokoju toruńskim w 1466, stając się częścią Prus Królewskich. Zostało zlikwidowane po II rozbiorze Polski po reformie administracyjnej i wprowadzeniu administracji niemieckiej (choć praktyczne prawie całe zostało zagarnięte przez królestwo Prus już w I rozbiorze 1772).
Obecnie obszar ten (bez północno-wschodnich krańców, tj. Lubawy, Lidzbarka i Nowego Miasta Lubawskiego) wchodzi w skład województwa kujawsko-pomorskiego.